# Ermengarde d'Anjou (morte en 1146)
Pour les articles homonymes, voir Ermengarde et Ermengarde d'Anjou.
Ermengarde d'Anjou, née vers 1067 au château d'Angers et morte le 1er juin 1146. Elle est princesse d'Anjou, duchesse de Bretagne et protectrice de nombreuses abbayes.

## Biographie

### Enfance
Ermengarde d'Anjou naît à Angers vers 1067 du mariage de Foulques IV d'Anjou dit le Réchin, comte d'Anjou et d'Hildegarde, fille de Lancelin de Beaugency. C'est la sœur de Geoffroy IV d'Anjou dit Martel.
Ayant perdu sa mère assez tôt, elle reçoit une éducation très soignée et se montre pieuse et soucieuse de réformation religieuse, en particulier pour lutter contre l'appropriation de biens d’Église par les laïcs.

### Un premier mariage
Selon un consensus actuel chez les médiévistes (Georges Duby, Martin Aurell, Jean Flori, Régine Pernoud, Jean-Charles Payen, Yannick Hillion, Ralph V. Turner), un premier mariage, mentionné par Guillaume de Tyr et Orderic Vital, a lieu en 1089. Foulques IV d'Anjou cède sa fille au duc Guillaume IX d'Aquitaine, dit le Troubadour, mais celui-ci la répudie, sans doute parce qu'elle n'a pas réussi à lui donner un héritier, trois ans plus tard, pour épouser Philippa de Toulouse,,,,.   
Régine Pernoud indique: « En 1119, quand son second mari, Alain Fergent, mourut, le chroniqueur Orderic Vital nous rapporte qu'au cours d'un concile tenu à Reims, la même année, Ermengarde porta plainte contre Guillaume de Poitiers, son premier époux plus connu sous le nom de Guillaume le Troubadour, l'accusant de l'avoir délaissée pour une vicomtesse de Châtellerault qui portait le prénom prédestiné de Dangerosa ». Cette intervention d'Ermengarde est toutefois surprenante car Guillaume s'était remarié à Philippa de Toulouse (décédée en 1118). Cette démarche dénoterait, selon Régine Pernoud, une certaine instabilité. Georges Duby identifie également l'Hildegardis d'Ordéric Vital, comme étant Ermengarde, à ce concile de Reims.    
Alfred Richard quant à lui atteste ce mariage en précisant qu'un caractère difficile et surtout une grande inconstance d'humeur incitèrent Guillaume à répudier Ermengarde, qui n'avait par ailleurs pas de lien de parenté avec son époux. En effet sa mère ne se rattachait nullement à la famille des comtes de Poitou.    
La vraisemblance du mariage a été mise en doute par Dom Lobineau, au XVIIIe siècle, car seuls deux auteurs mentionnaient cette information : Guillaume de Tyr et Orderic Vital, c'est pourquoi l'information ne lui semblait pas véridique. Selon Dom Lobineau, plusieurs comtes de Poitiers ont eu plusieurs femmes, mais aucune portant le nom d'Ermengarde. 

### Duchesse de Bretagne

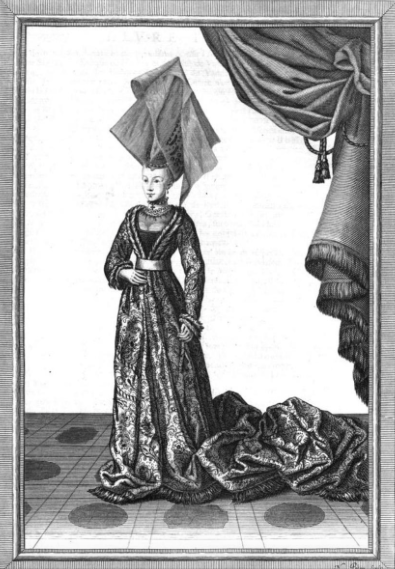
Ermengarde d'Anjou dessinée par F.I. Chaperon au XVIIIe siècle d'après un tableau conservé à l'abbaye de Redon, copié d'après des miniatures ou des vitraux.

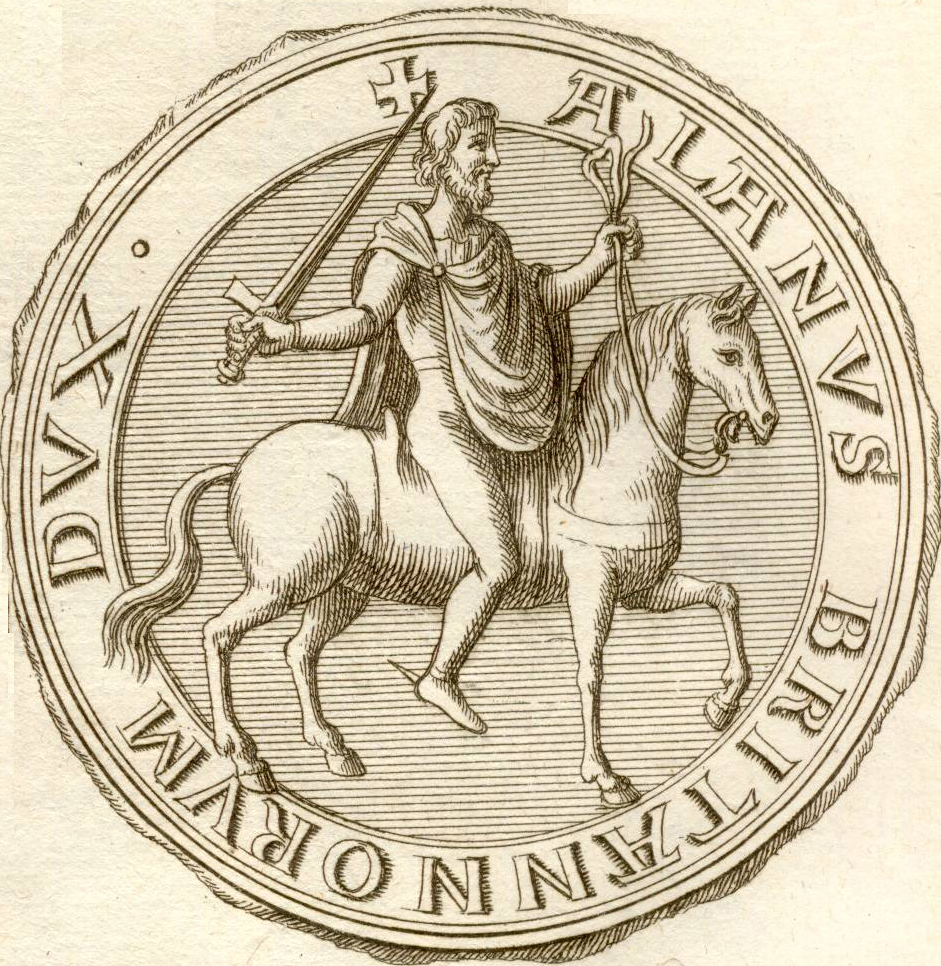
Sceau d'Alain IV de Bretagne, selon Dom Hyacinthe Morice (1742).

Ermengarde rentre, en Anjou. Son père la marie en 1093 avec Alain IV Fergent, duc de Bretagne et comte de Nantes, probablement pour sceller une alliance contre la Normandie, alors dirigée par Robert Courteheuse. 
De cette union est né un premier fils, qui s'appelle Conan, surnommé le Gros.
Ermengarde et Alain ont passé quelque temps auprès de la cour d’Anjou puis, en 1096, son époux part en Palestine pour faire la première croisade. Ermengarde assume avec autorité la garde du duché et la conduite des États de Bretagne, aussi bien que l'éducation des enfants, jusqu'en 1101, date du retour d'Alain Fergent.
Durant son gouvernement, elle fait bâtir sur une des tours de Rennes, une petite église dédiée à Marie, à sainte Marie-Madeleine et au bienheureux Lazare. L'église est consacrée par Marbode, évêque de Rennes, qui fait la demande à Ermengarde que la duchesse assure la subsistance du prêtre qui dessert l'église. Ermengarde fait doter l'église en impliquant son fils aîné afin que celui-ci apprenne à favoriser l’Église comme cela était en usage.
En 1101, lorsque son mari rentre de croisade, les religieux de Marmoutier s'adressent à lui afin de lui demander d'assurer la possession de leurs biens dans le Comté de Nantes, qui étaient par ailleurs revendiqués par son frère Mathias. Ermengarde intervient pour inciter son mari à satisfaire la demande des moines bénédictins.
Deux enfants naissent après le retour d'Alain Fergent : un autre fils, Geoffroy, ainsi qu'une fille : Havoise.
Les deux époux se rendent à Nantes où se tient une assemblée d'évêques, au cours de laquelle le duc et la duchesse confirment l'établissement d'une communauté de chanoines réguliers à Saint-Mars de Doulon.
De plus, ils donnent à l'abbaye de Marmoutier la forêt de Puzarlez pour augmenter la fondation du prieuré de Sainte-Croix. Les décisions sont prises après accord des barons de Bretagne, qui sont consultés afin de donner leur consentement aux donations.
Quelques années plus tard, Ermengarde et Alain Fergent marient leur fils aîné Conan avec Mathilde, fille illégitime du Roi d'Angleterre. Peu après cette décision, en 1112, se sentant gravement malade, Alain Fergent fait reconnaître son fils aîné Conan, puis il abdique lui-même le duché pour se retirer dans l'abbaye Saint-Sauveur de Redon. 
Cependant, pour subvenir aux frais qu'engendre l'entretien d'une personne de haut rang, la duchesse et le duc réunissent les barons pour obtenir leur accord afin de verser une somme pour ce faire.

### Retraite à l'abbaye de Fontevraud
Etant inquiétée sur la nature de son mariage, attirée par la vie religieuse, Ermengarde se retire à l'abbaye de Fontevraud où elle se met sous la direction de Robert d'Arbrissel. Cependant, cette décision n'est pas acceptée de façon publique, un concile décrète qu'elle doit se résoudre à revenir dans le siècle et de rejoindre la vie conjugale.
Elle favorise l'expansion de l'abbaye de Fontevraud dans laquelle elle se retire deux fois comme simple moniale[réf. nécessaire]. Dans le nécrologue de cette abbaye, elle est qualifiée de religieuse (monacha), mais il est peu vraisemblable qu'elle ait vécu selon toute la rigueur qu'imposent les vœux solennels. 
Ermengarde quitte Fontevraud aussitôt après la mort de Robert d'Arbrissel en 1117, car elle n'était pas libre de choisir une autre retraite que Fontevraud. De plus, elle est rappelée en Bretagne pour les nécessités d'y résoudre des situations diplomatiques.

### Règlement d'un litige entre deux abbayes bretonnes
En effet, un procès litigieux avait cours au sujet de Belle-Île qui avait été donné en possession à l'abbaye de Redon puis qui avait été rendue au Comte de Cornouailles, Alain Cagnart, qui l'avait lui même donnée à l'abbaye de Quimperlé.
Ainsi, les deux abbayes de Redon et de Quimperlé sont en procès à ce sujet, avec un retentissement important au point que le pape, en 1117, rend un jugement en faveur de l'abbaye de Quimperlé qui obtient le droit de propriété. Mais, l'abbaye de Redon est soutenue par le duc de Bretagne Conan car son père s'y est retiré. Ainsi il défend les intérêts de l'abbaye de Redon et fait usage des armes pour défendre la possession.
La situation prend une tournure délicate puisque le légat et le pape menaçaient le Duc et sa province d'excommunication et d'interdit s'ils continuaient à soutenir l'abbé de Redon.

Ermengarde prend les devants afin d'aller porter secours à son mari et à son fils, Conan III. Gérard, évêque d'Angoulème et légat du pape, écrit une lettre à la duchesse pour la prier de trouver un terrain d'entente entre les deux abbayes de Redon et Quimperlé. Elle répond à la lettre afin de résoudre la situation de façon diplomatique, par un écrit à teneur apaisante, dont voici un extrait ci-dessous. 
« je me charge volontiers de l'entreprise dont vous me donnez le soin, qui est de mettre la paix entre les moines ; mais j'ai quelques peines de voir que vous tenez ceux de Redon interdits et excommuniés. [...] Vous ne feriez donc point mal de donner quelques relâches au Comte et aux moines, jusqu'à votre concile. En attendant, je vous prie de nous envoyer ceux de Quimperlé, afin qu'avec le secours de Dieu nous traitions d’accommodement. »
Ermengarde convainc son fils Conan de respecter ce que la justice demande. Le différend se règle ainsi par une charte, signée en 1118, dans laquelle Conan, duc de Bretagne, confirme au monastère de Sainte-Croix de Quimperlé la terre appelée Belle-Île, avec tous ses revenus.

### Bienfaitrice des œuvres cisterciennes
Admiratrice de saint Bernard de Clairvaux, elle favorise la création d’abbayes cisterciennes. Par exemple, en 1124 elle favorise la donation du prieuré de Loc-Maria Quimper pour venir en aide à une installation réalisée par Raoul de la Futaie, un compagnon de Robert d'Arbrissel. Il établissait une abbaye de filles, dans la forêt de Rennes sur un modèle inspiré de Fontevraud. Le monastère est approuvé par le duc Conan et Ermengarde demande à ce qu'une donation soit faite pour encourager le développement du monastère. 
En 1129, Ermengarde accompagne son fils, le duc Conan jusqu'à l'abbaye de Fontevraud où ils font une donation à l'abbaye. 
Ermengarde n'accompagne pas son fils davantage, elle reçoit le voile des mains de Bernard de Clairvaux et vit sous la loi du nouvel institut des cisterciens. Elle séjourne au prieuré de Larré près de Dijon. Bernard de Clairveaux et elle correspondent régulièrement.
Foulques, frère aîné d'Ermengarde est devenu roi de Jérusalem vers l'an 1130. Il invite sa sœur avec insistance. Si bien qu'elle finit par faire le voyage. Elle s'établit à Sicar. Elle revient en Bretagne quelques années plus tard. 
Après son retour, en 1135, elle contribue à l'installation d'une communauté de Citeaux à Buzay près de Nantes où s'établit l'abbaye, grâce à la donation de l'île de Caberon. Cependant, en 1144 quand Bernard de Clairvaux se rend en Bretagne pour vérifier l'installation des religieux, il constate que le lieu est mal entretenu et peu salubre.  
Il reproche au duc de ne pas avoir respecté ses engagements et commande aux religieux de quitter Buzay pour retourner à Clairvaux. Ermengarde est affligée de la décision, elle demande aux religieux de rester à Buzay, et fait une nouvelle donation à l'abbaye, qui devient alors l'une des plus riches abbaye de Bretagne. 
Devenue veuve en 1119, elle va témoigner, d'après Ordéric Vital, au concile de Reims cette même année en défaveur de son premier époux, l'accusant en public de bigamie et décrivant sa vie lascive,,.

### Mort
Elle retourne en Palestine dix ans plus tard et certains historiens pensent qu'elle a pu finir sa vie à Jérusalem comme moniale du couvent de sainte Anne.[réf. nécessaire]
Les nécrologies de l’abbaye Saint-Sauveur de Redon et de la cathédrale Saint-Maurice d'Angers mentionnent un décès en 1146 à Redon, où était enterré son mari. Elle est aujourd'hui communément considérée comme étant inhumée en l'abbatiale Saint-Sauveur, au côté de son époux Alain IV Fergent.

### Bienheureuse
Femme de caractère, Ermengarde a su constamment se regimber et affirmer son autorité. Elle laisse à l'historien, qui ne connaît que quelques bribes de sa vie, l'image d'une bonne mère et d'une femme de grande vaillance comme il en a existé dans ces dures époques. 
Pourtant, retravaillée par l'historiographie religieuse, soucieuse d'expurger les faits trop saillants, les attitudes trop tranchées, l'image de la princesse Ermengarde, portée au pinacle par les chroniqueurs pour sa participation et sa présence à Fontevraud, s'auréole d'une touche de sainteté. Bienheureuse catholique, Ermengarde est fêtée le 1er juin.
Albert le Grand a affirmé sa qualité de Bienheureuse, mais d'après Dom Lobineau, ni le martyrologe de Fontevraud, ni celui de S. Maurice d'Angers ne mentionnent cette information.

## Descendance
De son union entre 1090 et 1095 avec Alain IV de Bretagne sont nés trois enfants :
1. Conan III, duc de Bretagne ;
2. Geoffroi le Roux mort à Jérusalem en 1116 ;
3. Agnès (ou Havoise) épouse vers 1110 de Baudouin VII de Flandre le fils de Robert II de Flandre.